# Look and feel
In informatica, l'espressione inglese look and feel (talvolta abbreviata in L&F) viene usata per descrivere le caratteristiche percepite dall'utente di un'interfaccia grafica, sia in termini di apparenza visiva (il look) che di modalità di interazione (il feel). Ogni sistema operativo dotato di interfaccia grafica ha un proprio look and feel distintivo, che viene in genere ereditato dalle applicazioni sviluppate per quel sistema; questo favorisce l'usabilità del software, poiché l'utente che impara a usare l'interfaccia di una determinata applicazione è in grado successivamente di riutilizzare la conoscenza acquisita anche nell'uso di altre applicazioni dotate di uguale L&F. Le caratteristiche del design e della funzionalità che costituiscono il nucleo centrale del look and feel, e contribuiscono sensibilmente al valore percepito del Brand. Gli elementi che costituiscono il look and feel, se dotati di un certo grado di originalità, sono sottoposti alle leggi sulla proprietà intellettuale, la cui violazione può dar luogo a controversie legali. Emblematico è il contenzioso tra Apple e Samsung per violazione di cinque brevetti da parte del colosso sudcoreano, di cui tre riguardavano il design e due la funzionalità.